# 小行星5641
小行星5641（英語：5641 McCleese）是一颗围绕太阳公转的小行星。1990年2月27日，埃莉諾·赫琳在帕洛马山发现了此天体。
这颗小行星的绝对星等为57.08642等。